# Plana al·luvial

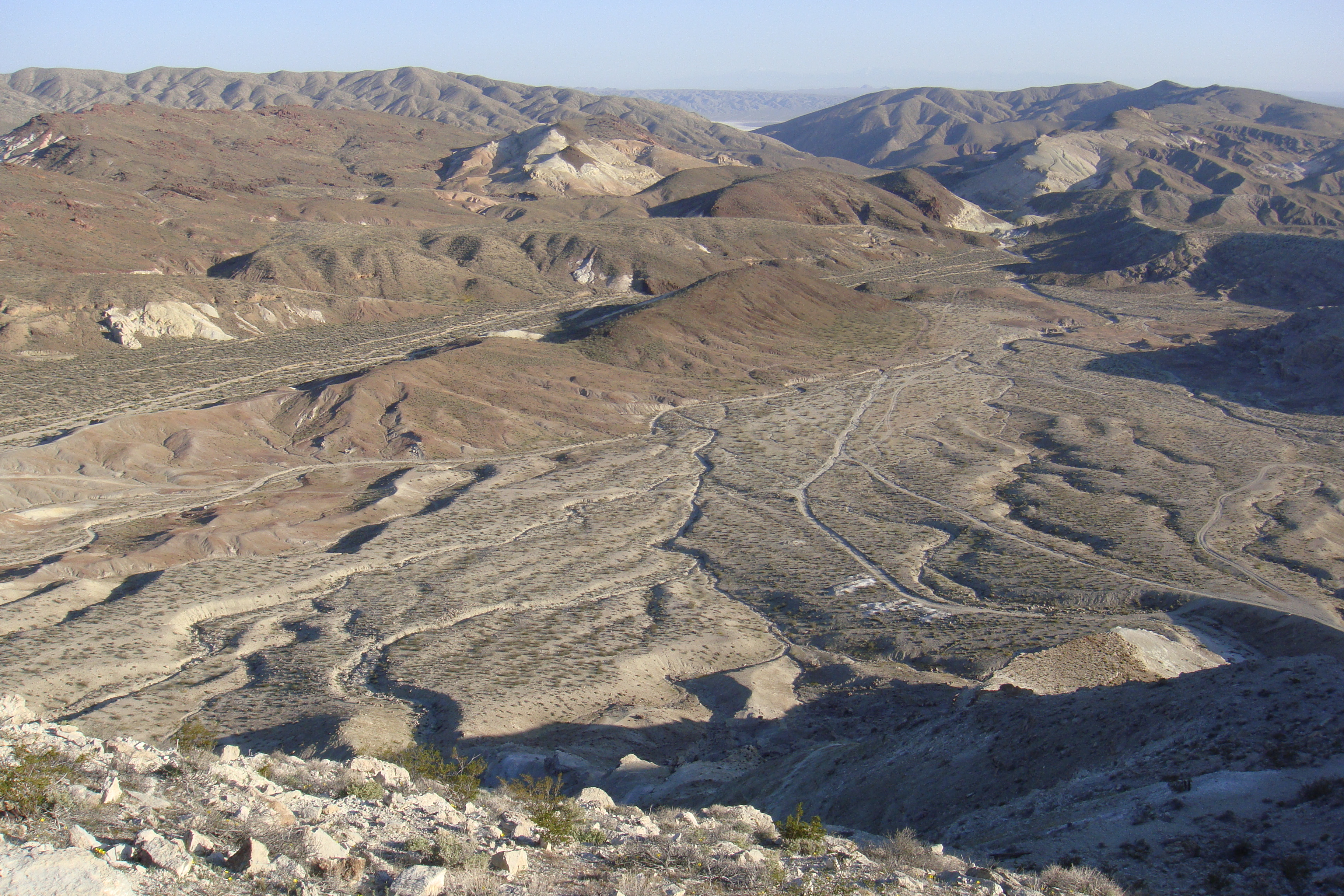
Una petita plana al·luvial al Red Rock Canyon State Park (Califòrnia)

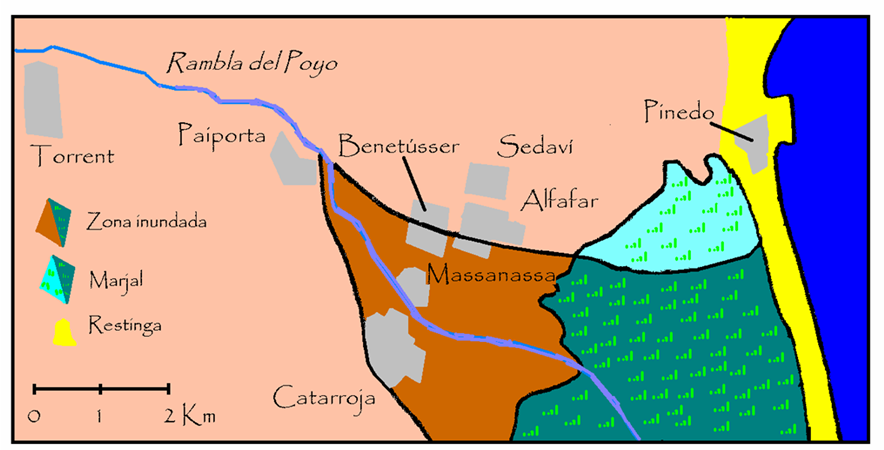
Dibuix de la plana al·luvial de la rambla del Poio, País Valencià.

Una plana al·luvial és una formació geoformològica, en gran part plana, creada per la depositació de sediments al llarg d'un gran període. Una plana d'inundació és part d'aquest procés, essent una zona més petita, formada en un particular període, que queda inundada pels rius, en canvi la plana al·luvial és una zona més extensa que representa la regió on s'han succeït planes d'inundació al llarg del temps geològic.
A mesura que les terres altes s'erosionen per la meteorització i el flux d'aigua, el sediment dels turons es transporta a la plana més baixa i la altitud dels turons disminueix.
No s'aconsella usar el terme de "plana al·luvial" en general per a referir-se a una plana d'inundació àmplia o a un delta de baix gradient.

## Exemples
- Babilònia, Iraq
- Plana al·luvial de la Baixa Tordera.
- Plana al·luvial del Mississipi[2]
- Plana Oxnard, Ventura County, Califòrnia
- Vall del Po, Itàlia.
- Plana al·luvial del Punjab[3]
- Laguna de Santa Rosa
- Christchurch, Nova Zelanda